# Ramiro Bujas
Ramiro Bujas (Budva, 28. kolovoza 1879. – Zagreb, 4. listopada 1959.), hrvatski psiholog 
Studirao je filologiju i književnost, a u Grazu psihologiju. Prvi je profesor psihologije na Sveučulištu u Zagrebu. Utemeljitelj je znanstvene psihologije u jugoistočnoj Europi. U Zagrebu je godine 1920. osnovao prvi laboratorij eksperimentalne psihologije i pokrenuo časopis Acta Instituti Psychologici Unversitatis Zagrabiensis, koji izlazi i danas. Osnivač je Udruženja psihologa Jugoslavije 1953. godine. Radio je na psihofiziologiji sluha i osjeta ravnoteže, na ispitivanju osjećaja pomoću električne provodljivosti kože (preteča detektora laži), te na problemima mišljenja, pažnje i statističke metodologije u znanstvenom radu. 